# Torre de Celas de Peiro

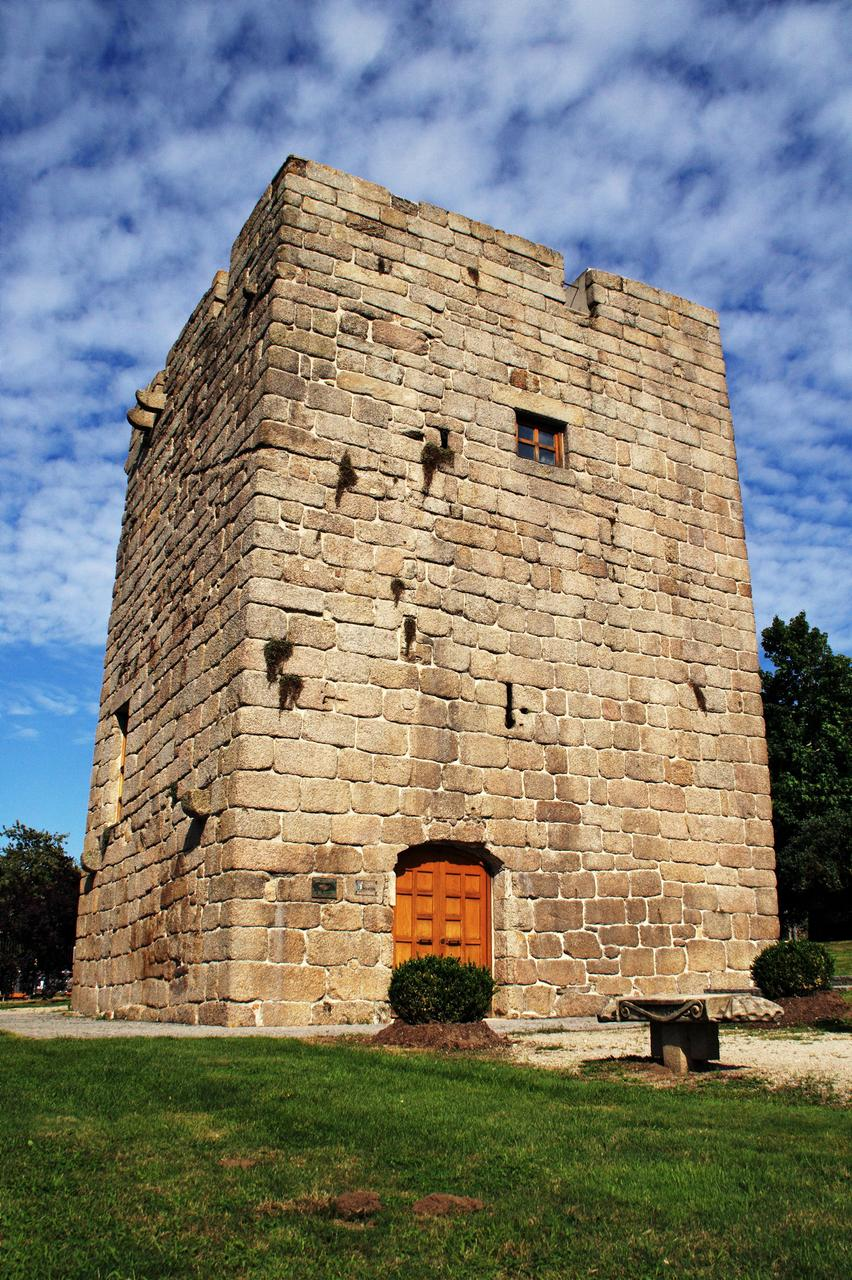
Torre de Celas de Peiro

A Torre de Celas de Peiro, também conhecida como Torre de Vinseira Pequena ou Fortaleza dos condes de Andrade, localiza-se na paróquia de Celas, em frente à igreja paroquial, no município de Culleredo, na província da Corunha, comunidade autónoma da Galiza, na Espanha.

## História
Esta torre é o último remanescente do antigo Castelo de Vinseira, que já existia anteriormente a 1395, pois a primeira referencia documental a esta fortificação data dese ano. O castelo e seus domínios pertenceram à casa dos Andrade. Foi destruída durante a Grande Guerra Irmandinha, sendo reconstruída pouco tempo depois.
Durante boa parte da Idade Média foi a única fortificação galega que permaneceu fora do domínio da nobreza graças ao foro de realengo concedido por Afonso IX no século XIII, o qual disputa que a cidade não podia ter como vizinhos nem monges nem nobres.
Mas este foro não foi sempre respeitado e consta como, já em 1395, o fidalgo Martín Becerra submeteu os camponeses com a ajuda deste Castelo de Celas encontrando-se com a forte oposição do concelho corunhês, pelo qual, finalmente, chegaram ao acordo de eliminar da fortificação os elementos defensivos como os palenques, seteiras, beiris e ameado.
Encontra-se sob a proteção da Declaração genérica do Decreto de 22 de Abril de 1949, e da Lei n° 16/1985 sobre o patrimônio Histórico Espanhol.
Foi objecto de restauração em 1992, sendo requalificado como espaço museológico e de exposições. Desde 1994 as suas instalações abrigam o Museu Etnográfico de Culleredo.

## Características
Apresenta planta quadrada, com 8 metros de lado, elevando-se a 12 metros de altura. Nela ainda se inscreve o brasão de armas dos Andrade.
Acredita-se que a vizinha Igreja de Santa Maria de Celas, em estilo românico, fosse parte integrante da primitiva fortificação.